# S-Printing Horse

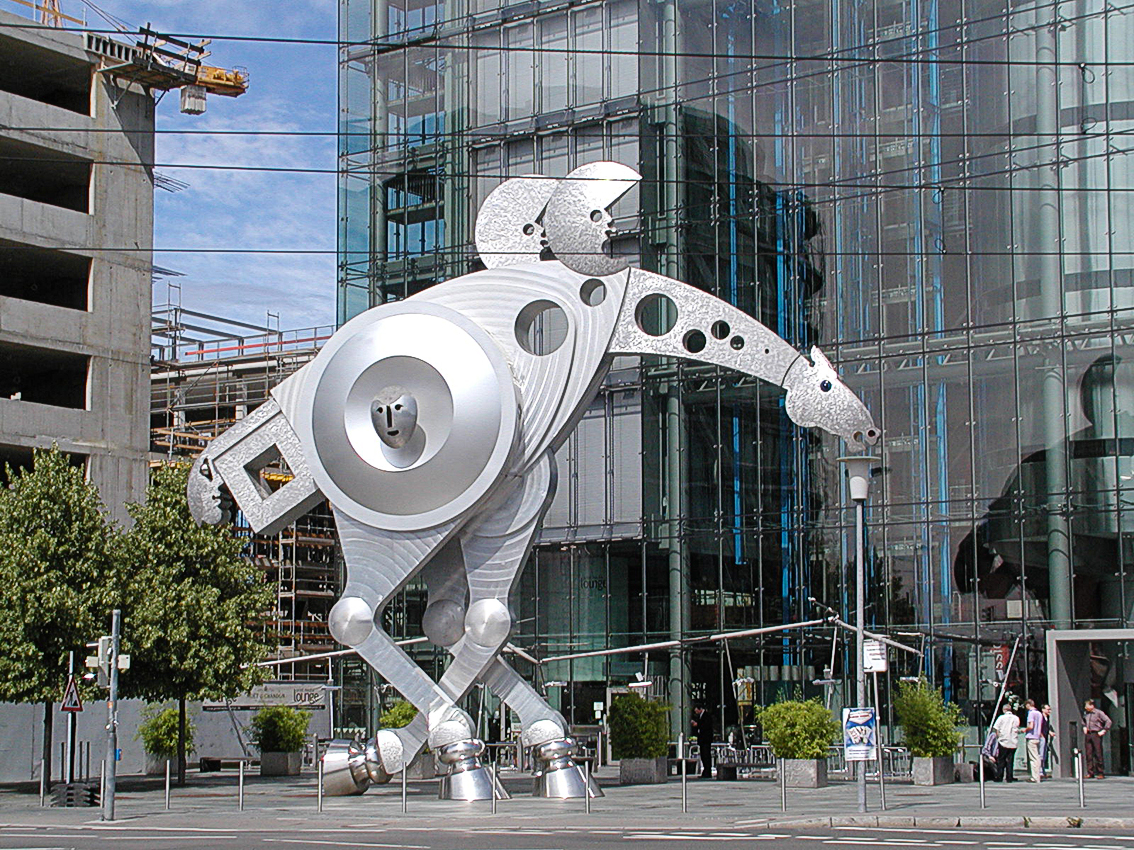
S-Printing Horse перед Академією друкованих ЗМІ

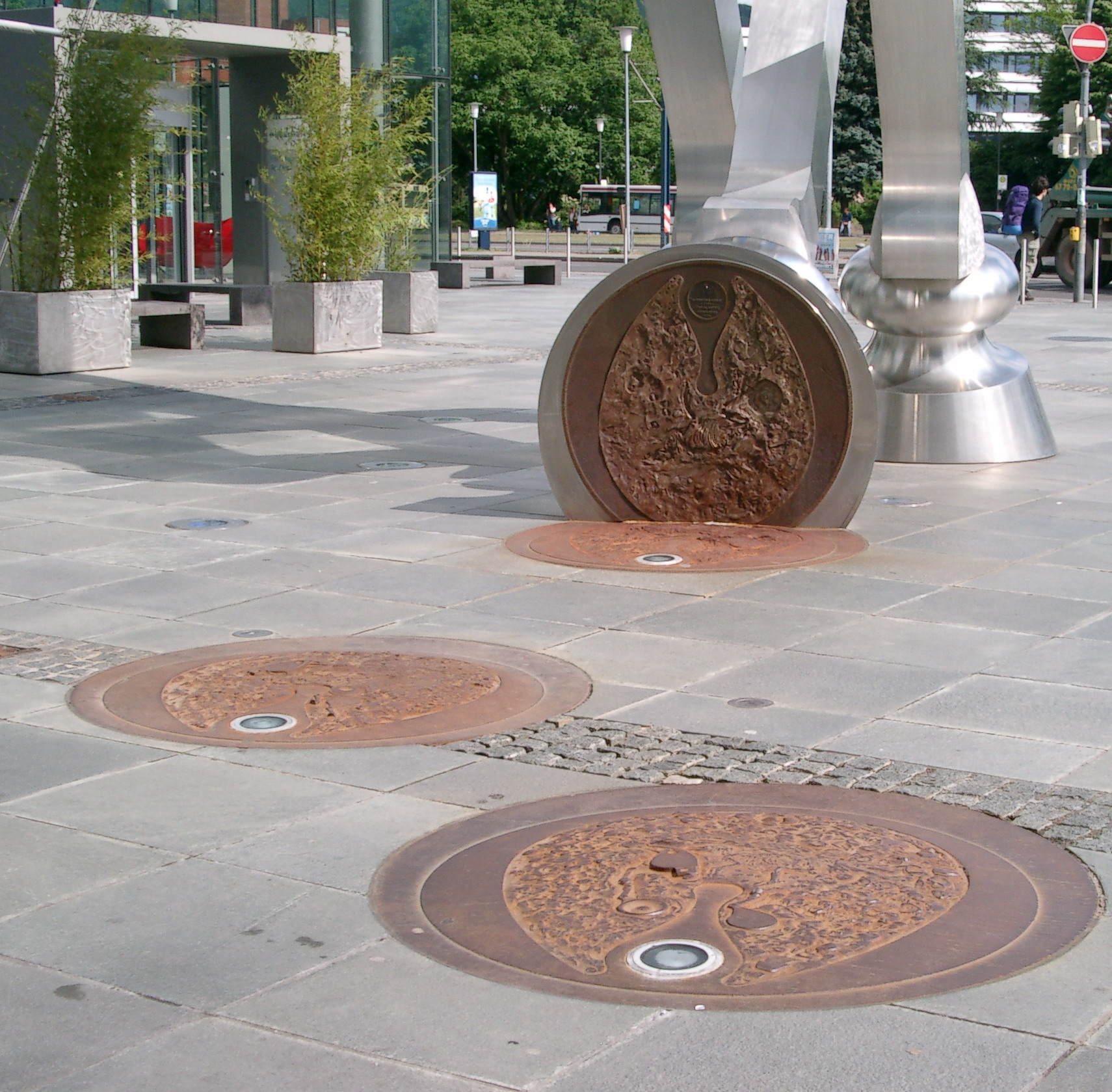
Відбитки копит S-Printing Horse

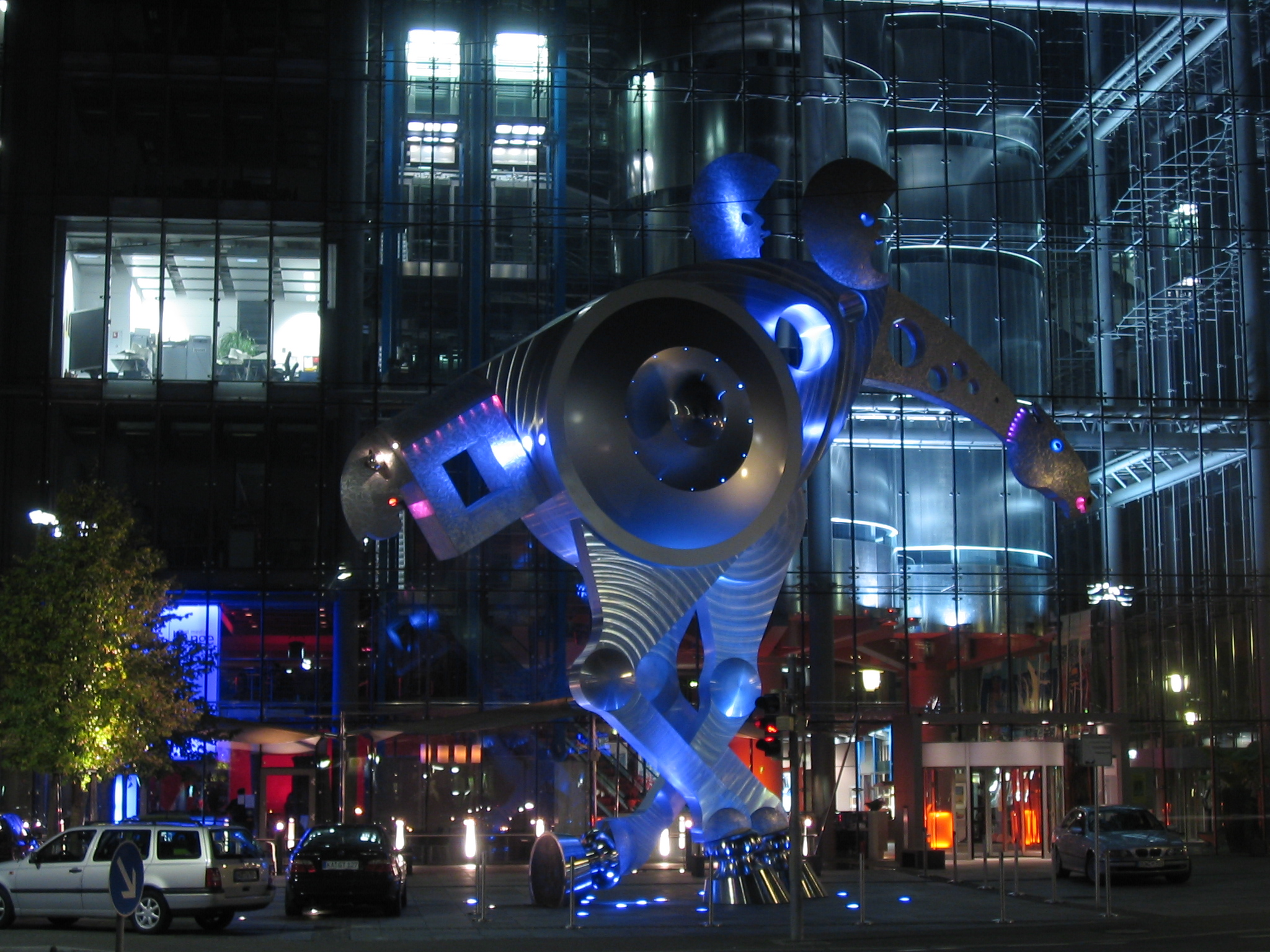
Нічний вид

S-Printing Horse у Гайдельберзі — одна з найбільших у світі скульптур коня, висотою 13 метрів і вагою 90 тонн, спроєктована скульптором Юргеном Герцом. З 2000 року скульптура стоїть перед головним входом до Print Media Academy, колишньої офісної та навчальної будівлі компанії Heidelberger Druckmaschinen, яка й була замовником скульптури.

## Створення скульптури
Скульптура була спроєктована скульптором Юргеном Герцом, а втілила проєкт у життя компанія Fröhlich Systemautomation з Тройхтлінгена, яка займається виробництвом спеціального обладнання та пристроїв.
Скульптура виготовлена з нержавіючої сталі та алюмінію. Для її створення знадобились технологічні процеси лиття, шліфування, полірування, напилення покриттів. Скульптуру виготовила компанія Kinkele в Оксенфурті. Її транспортували до Гайдельберга шістьма важкими вантажами.

## Символізм
Скульптура символізує різні процеси книгодруку. Очі коня, що світяться вночі, символізують сканування шаблонів на етапі додрукарської підготовки; круглий корпус символізує ротор для офсетного друку; хвіст коня — стилізована книга, яка символізує подальшу обробку поліграфічної продукції. Ці три процеси також символізують лише три ноги коня, які залишають кілька відбитків на тротуарі. У коня також є крила, які дозволили б йому скакати на високій швидкості (відсилка до заяви Heidelberger Druckmaschinen про створення дуже швидких друкарських машин). На шиї коня є кілька отворів, які відповідають опорним кріпленням в бічних стінках друкарського верстата. В задній частині скульптури зображений читач друкованої продукції. Інші відбитки копит скульптури можна знайти в Амштеттені на ливарному заводі Heidelberger Druckmaschinen і в Людвігсбурзі, що має створювати враження, ніби скульптура втекла з Амштеттена. Рельєфні скам'янілості у відбитках копит додатково символізують зв'язок із Швабським Альбом і його відкладеннями скам'янілостей. На додаток до різних реалістичних скам'янілостей, частини самої скульптури S-Printing Horse також з'являються як «скам'янілості» у відбитках копит.

## Критика

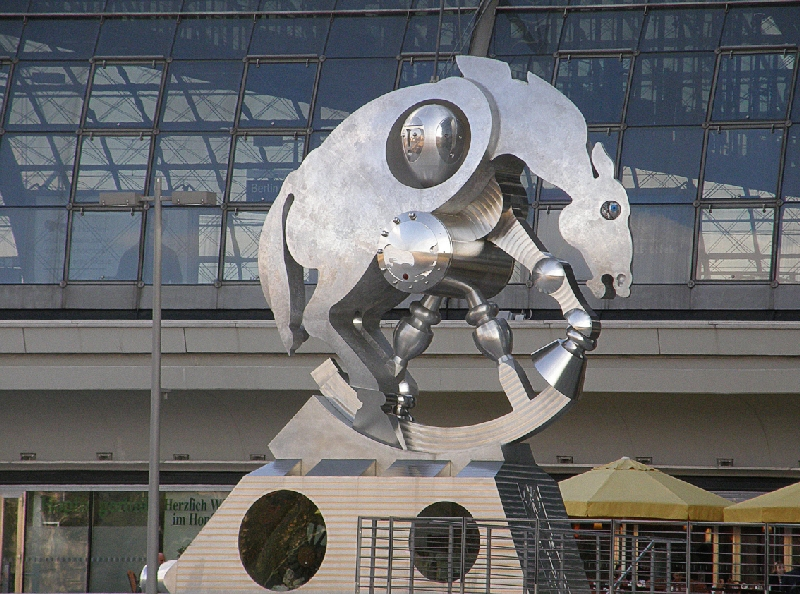
Rolling Horse у Берліні

У 2007 Юрген Герц створив ще одну фігуру коня — Rolling Horse біля Берлінського вокзалу. Обидві скульптури S-Printing Horse у Гайдельберзі і Rolling Horse у Берліні були замовлені компаніями, генеральним директором яких на момент розміщення замовлення був Гартмут Медорн (Heidelberger Druck і Deutsche Bahn відповідно). Професійна асоціація образотворчих митців Берліна після спорудження Rolling Horse негативно відгукнулась на надмірну схожість двох скульптур.